# Pyrgocyphosoma armigerum
Pyrgocyphosoma armigerum är en mångfotingart som beskrevs av Karl Wilhelm Verhoeff 1925. Pyrgocyphosoma armigerum ingår i släktet Pyrgocyphosoma och familjen knöldubbelfotingar.

## Underarter
Arten delas in i följande underarter:
- P. a. armigerum
- P. a. brembanum
- P. a. pellegrinense
- P. a. sellanum
- P. a. sellanum